# Desireless

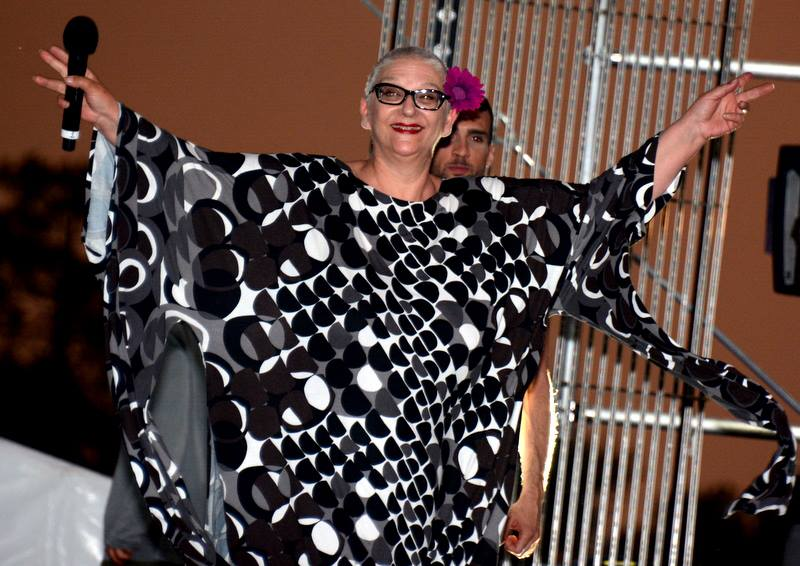
Desireless (2013)

Desireless (* 25. Dezember 1952 in Paris; eigentlich Claudie Fritsch-Mentrop) ist eine französische Sängerin. Das Pseudonym „Desireless“ ist Englisch für „Ohne Begehren“, wird aber häufig französisch als [deziʁˈlɛs] ausgesprochen.

## Biografie
Ihre Kindheit verbrachte sie mit ihrer Schwester bei ihren Großeltern in Le Tréport in der Normandie. Im Alter von zwölf Jahren kehrte sie zu ihrem Elternhaus zurück, das sie mit 18 Jahren wieder verließ. Sie interessierte sich für Mode und entwarf 1975 mit ihrem Freund Claude Sabbah eine Kollektion namens Poivre et sel.
Nach einer Reise durch Indien begann sie 1980 mit dem Singen in Jazz-, New-Wave- und Rhythm-and-Blues-Gruppen. 1984, nach anderen Angaben bereits 1983, traf sie mit dem Komponisten Jean Michel Rivat zusammen. 1985 lernte sie ihren Lebensgefährten François kennen.
Während sich der Erfolg ihrer ersten beiden Singles Chercher l’amour fou (Air 89) und Qui peut savoir (Air) in Grenzen hielt, wurde Voyage, voyage 1986 nicht nur in Frankreich ein Riesenerfolg. Der Titel war in den Jahren 1986, 1987 und 1988 (in England als Remix) schließlich in ganz Europa und einigen weiteren Ländern präsent, die Single stieg dabei oft nur langsam in den Charts auf, hielt sich aber außerordentlich lange in den Hitparaden und wurde meistens die Nummer eins. In Deutschland wurde 1987 keine Single-Schallplatte so häufig verkauft wie diese. Auch in den meisten anderen europäischen Ländern schaffte sie es an die Spitze der Charts. In der Schweiz wurde Voyage, voyage 1987 überlegener Sieger der Jahres-Hitparade, obwohl sie nie unter den ersten drei in den Wochen-Charts war.
1990 wurde ihre Tochter Lilli geboren. 1995 zog sie mit ihrem Lebensgefährten und ihrer Tochter von Paris ins Département Drôme. Mit dem Gitarristen Michel Gentils veranstaltete sie an verschiedenen Orten in Frankreich akustische Konzerte. 2002 arbeitete sie unter anderem auch mit Dominique Dubois, der damals Voyage, voyage mitkomponiert hatte. Ende 2003 trennte sie sich von ihrem Lebensgefährten François.

## Diskografie

### Alben
- 1989: François (2000 und 2001 neu aufgelegt)
- 1994: I Love You
- 2001: I Love You (Zusammenstellung)
- 2003: Ses plus grands succès (Zusammenstellung)
- 2004: Un brin de paille (Live)
- 2005: Le Papillon (Zusammenstellung)
- 2007: More Love and Good Vibrations
- 2007: Le petit bisou (Desireless und Mic-Eco)
- 2008: More Love and Good Vibrations (russische Ausgabe)
- 2010: More Love and Good Vibrations (Sammler Neuauflage)
- 2011: L’Expérience humaine
- 2012: L’Œuf du Dragon
- 2012: XP2 (EP)
- 2013: L’Œuf du Dragon
- 2013: I Love You(Neuauflage mit Desireless & Charles)
- 2014: Noun
- 2014: Un seul peuple

### Singles
- 1984: Cherchez l’amour fou (Air 89)
- 1986: Qui peut savoir (Air)
- 1987: Voyage, voyage
- 1988: John
- 1989: Qui sommes nous
- 1990: Elle est comme les étoiles
- 1994: Il dort
- 1994: I Love You
- 2004: Nul ne sait
- 2004: La vie est belle
- 2006: Free Your Love (Duo mit DJ Esteban)
- 2009: Tes voyages me voyagent (Duo mit Alec Mansion)
- 2010: Voyage, voyage (Remix 2010 mit DJ Esteban)
- 2011: L’expérience humaine
- 2012: Nul ne sait
- 2013: Sertão
- 2013: John
- 2014: L’or du Rhin
- 2014: Un seul peuple
- 2014: Pas de sexes
- 2015: Another Brick in the Wall Part II

## Auszeichnungen für Musikverkäufe
| Goldene Schallplatte - Spanien - 2024: für die Single Voyage, voyage |

Anmerkung: Auszeichnungen in Ländern aus den Charttabellen bzw. Chartboxen sind in ebendiesen zu finden.
| Land/RegionAuszeichnungen für Musikverkäufe (Land/Region, Auszeichnungen, Verkäufe, Quellen) | Silber  | Gold     | Platin | Verkäufe | Quellen             |
| -------------------------------------------------------------------------------------------- | ------- | -------- | ------ | -------- | ------------------- |
| Deutschland (BVMI)                                                                           | —       | Gold1    | —      | 250.000  | musikindustrie.de   |
| Frankreich (SNEP)                                                                            | Silber1 | Gold1    | —      | 750.000  | infodisc.fr         |
| Spanien (Promusicae)                                                                         | —       | Gold1    | —      | 30.000   | elportaldemusica.es |
| Insgesamt                                                                                    | Silber1 | 3× Gold3 | —      |          |                     |